# Justina Di Stasio
Justina Di Stasio (née le 22 novembre 1992 à Burnaby (Canada) est une lutteuse canadienne.
Elle remporte une médaille de bronze en 2014 dans la catégorie des moins de 67 kg et deux médailles d'or en 2015 et en 2016 dans la catégorie des moins de 75 kg aux Championnats panaméricains de lutte.
Elle obtient ensuite une médaille d'argent aux Jeux panaméricains de 2015 à Toronto dans la catégorie des moins de 75 kg.
Lors des Championnats du monde de lutte 2017, elle est battue en quart de finale par la biélorusse Vasilisa Marzaliuk, mais accède au repêchage, qu'elle remporte. Avec cette médaille de bronze, elle obtient son premier podium mondial.